# 649 Josefa
A 649 Josefa egy a Naprendszer kisbolygói közül, amit August Kopff fedezett fel 1907. szeptember 11-én.